# Jun Nishikawa
Jun Nishikawa (西川 潤 Nishikawa Jun?), född 21 februari 2002 i Kanagawa prefektur, är en japansk fotbollsspelare.
I maj 2019 blev han uttagen i Japans trupp till U20-världsmästerskapet 2019.